# Адаацаг
Адаацаг (монг. Адаацаг) — сомон у Середньо-Гобійському аймаці Монголії.
Площа — 3300 км², населення — 2,9 тис. чол., центр — селище Тавін, розташоване на відстані 104 км від міста Мандалговь та 212 км від Улан-Батора.

## Рельєф
Гори: Іх Адаацаг (3804 м), Бага Адаацаг (1696 м), Бага газрин чулуу (1768 м) та Долини Бор хундий, Хар толгой, Ухаа. Озера: Баян Улаан, Баруун Хар, Толгой, Хужирт.

## Клімат
Середня температура січня — −15…-20 °C, липня — +18…+20 °C, щорічна норма опадів — 150–200 мм.

## Економіка
Є родовища кам'яного вугілля, гірського та димчастого кришталю, свинцю, шпату.

## Тваринний світ
Водяться гірські барани, лисиці, вовки, дикі кішки-манули, зайці.

## Соціальна сфера
Школа, лікарня, установи культури.